# Glycaspis morgani
Glycaspis morgani är en insektsart som beskrevs av Moore 1981. Glycaspis morgani ingår i släktet Glycaspis och familjen rundbladloppor. Inga underarter finns listade i Catalogue of Life.